# قهوه قاصدک

ریشه‌های برداشت شده گیاه قاصدک، هر گیاه یک ریشه دارد.

قهوه قاصدک (همچنین چای قاصدک) نوعی دم‌نوش است که از ریشه گیاه قاصدک تهیه می‌شود. تکه‌های ریشه قاصدک رست‌شده و نوشیدنی آن از نظر ظاهر و طعم شباهت‌هایی به قهوه دارند و بنابراین معمولاً به عنوان جایگزین قهوه در نظر گرفته می‌شود.

## تاریخچه
استفاده از گیاه قاصدک به مصریان، یونانیان و رومیان باستان برمی گردد. علاوه بر این، برای بیش از هزار سال، در طب سنتی چینی این گیاه ترکیبی شناخته بوده است.

## برداشت

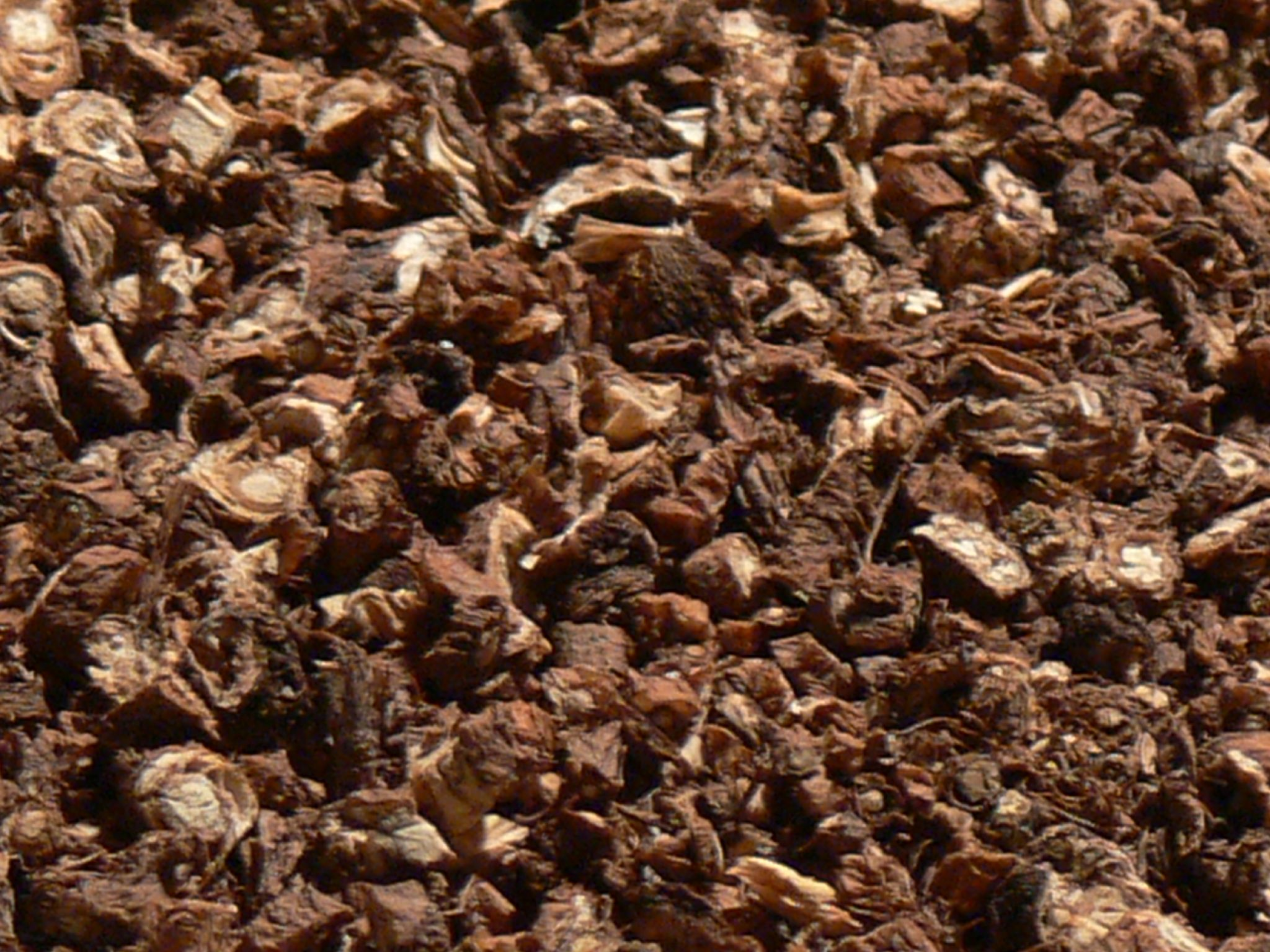
ریشه قاصدک رست شده آماده مصرف برای تهیه قهوه قاصدک

برداشت ریشه‌های قاصدک مستلزم تمایز قاصدک‌های واقعی (شبه قاصدک) از سایر گل‌های زرد مانند آفتاب‌گردان مانند گوش گربه تخت و ریش قوش است. قاصدک‌های واقعی دارای یک روزت در سطح زمین از برگ‌های دندانه دار عمیق و ساقه‌های توخالی نی مانند هستند. گیاهان بزرگ ۳ تا ۴ ساله با ریشه‌های تقریباً به قطر ۱۳ میلی‌متر (۰٫۵ اینچ)، برای قهوه قاصدک برداشت می‌شوند. این ریشه‌ها از نظر ظاهری شبیه به هویج کم رنگ هستند.
ریشه‌های قاصدک که در بهار برداشت می‌شوند نت‌های شیرین تر و کمتر تلخی دارند، در حالی که ریشه‌های برداشت شده در پاییز غنی تر و تلخ‌تر هستند.